# آنچه در زیر است
آنچه در زیر است یا آنچه در زیر پنهان است (به انگلیسی: What Lies Beneath) فیلمی ماوراءالطبیعه و در ژانر وحشت روان‌شناختی محصول سال ۲۰۰۰ آمریکا، به کارگردانی رابرت زمکیس و نویسندگی کلارک گرگ است با بازی هریسون فورد، میشل فایفر، دیانا اسکاروید، میراندا اتو، جیمز رمار، کاترین تون، جو مورتون، آمبر والتا و وندی کروسون است.

## داستان
زنی به نام کلاری اسپنسر (میشل فایفر) را روایت می‌کند که به همراه همسرش نورمن اسپنسر (هریسون فورد) به مکانی تازه نقل مکان کرده است. اما او مدام با حوادث وحشت‌زای ماوراءالطبیعی مواجه می‌شود و همواره روح زنی را می‌بیند، بعد از مدتی او متوجه می‌شود که…